# 1925-ös Le Mans-i 24 órás verseny
A 3. Le Mans-i 24 órás versenyt 1925. június 20-án rendezték meg.

## Végeredmény
|    | Kategória | #  | Csapat                                                        | Versenyzők                           | Modell                         | Motor                      | Körök |
| -- | --------- | -- | ------------------------------------------------------------- | ------------------------------------ | ------------------------------ | -------------------------- | ----- |
| 1  | 5.0       | 5  | Nincs csapatnév                                               | Gérard de Courcelles André Rossignol | Lorraine-Dietrich B3-6         | Lorraine-Dietrich 3.5L I6  | 129   |
| 2  | 3.0       | 16 | Nincs csapatnév                                               | Jean Chessagne Sammy Davis           | Sunbeam Sport Le Mans          | Sunbeam 3.0L I6            | 125   |
| 3  | 5.0       | 4  | Nincs csapatnév                                               | "Stalter" Éduoard Brisson            | Lorraine-Dietrich B3-6         | Lorraine-Dietrich 3.5L I6  | 124   |
| 4  | 2.0       | 29 | Officine Meccaniche (O.M.)                                    | Tino Danieli Mario Danieli           | O.M. Tipo 665 Superba          | O.M. 2.0L I6               | 119   |
| 5  | 2.0       | 30 | Officine Meccaniche (O.M.)                                    | Giulio Foresti Aimé Vassiaux         | O.M. Tipo 665 Superba          | O.M. 2.0L I6               | 119   |
| 6  | 3.0       | 11 | Nincs csapatnév                                               | Louis Wagner Charles Flohot          | Ariés 3-Litre                  | Ariés 3.0L I4              | 119   |
| 7  | 2.0       | 23 | Nincs csapatnév                                               | Jean de Marguenat Louis Sire         | Rolland-Pilain C23 Super Sport | Rolland-Pilain 2.0L I4     | 117   |
| 8  | 1.5       | 41 | Nincs csapatnév                                               | Louis Balart Robert Doutrebente      | Corre La Licorne W15           | Corre 1.5L I4              | 110   |
| 9  | 1.5       | 42 | Nincs csapatnév                                               | W. Lestienne Robert Lestienne        | Corre La Licorne W15           | Corre 1.5L I4              | 109   |
| 10 | 1.1       | 50 | Nincs csapatnév                                               | Raymond Glaszmann Manso de Zuniga    | Chenard et Walcker Tank        | Chenard et Walcker 1.1L I4 | 109   |
| 11 | 2.0       | 21 | Nincs csapatnév                                               | Edmond Garcia Mario Botto            | Diatto 30                      | Diatto 2.0L I4             | 109   |
| 12 | 2.0       | 33 | Nincs csapatnév                                               | Henri Springuel Pierre Clause        | Bignan                         | Bignan 2.0L I4             | 108   |
| 13 | 1.1       | 49 | Nincs csapatnév                                               | Robert Sénéchal Albéric Loqueheux    | Chenard et Walcker Tank        | Chenard et Walcker 1.1L I4 | 105   |
| 14 | 1.5       | 39 | Etablissements Henri Precioux (E.H.P.)                        | Jean d'Aulan René Dély               | E.H.P. DT Spéciale             | C.I.M.E. 1.5L I4           | 103   |
| 15 | 1.5       | 35 | Nincs csapatnév                                               | Adrien Drancé Marcel Michelot        | G.M. GC2                       | G.M. 1.5L I4               | 100   |
| 16 | 1.1       | 44 | Société des Automobiles a Refroidissements par Air (S.A.R.A.) | Lucien Erb Gaston Mottet             | S.A.R.A. ATS                   | S.A.R.A. 1.1L I4           | 93    |

## Nem értékelhető
|    | Kategória | #  | Csapat          | Versenyzők                         | Modell                         | Motor                  | Körök |
| -- | --------- | -- | --------------- | ---------------------------------- | ------------------------------ | ---------------------- | ----- |
| 17 | 5.0       | 7  | Nincs csapatnév | Henri Stoffel Lucien Desvaux       | Chrysler 70 Six                | Chrysler 3.3L I6       | ?     |
| 18 | 3.0       | 14 | Nincs csapatnév | Giorgio Rubietti Tullio Vesprini   | Diatto 35                      | Diatto 2.9L I4         | ?     |
| 19 | 3.0       | 18 | Nincs csapatnév | Eugene Van den Bossche Abel Smeets | Ravel 12CV Sport               | Ravel 2.5L I4          | ?     |
| 20 | 2.0       | 22 | Nincs csapatnév | Gaston Delalande Paul Chalamel     | Rolland-Pilain C23 Super Sport | Rolland-Pilain 2.0L I4 | ?     |

## Kizárva
|    | Kategória | #  | Csapat          | Versenyzők               | Modell                         | Motor                  | Körök |
| -- | --------- | -- | --------------- | ------------------------ | ------------------------------ | ---------------------- | ----- |
| 21 | 2.0       | 24 | Nincs csapatnév | "Stremler" Pierre Salles | Rolland-Pilain C23 Super Sport | Rolland-Pilain 2.0L I4 | ?     |

## Nem ért célba
|    | Kategória | #  | Csapat                                 | Versenyzők                                | Modell                          | Motor                      | Körök |
| -- | --------- | -- | -------------------------------------- | ----------------------------------------- | ------------------------------- | -------------------------- | ----- |
| 22 | 3.0       | 13 | Nincs csapatnév                        | Francois Lecot Eugene Renaud              | Diatto 35                       | Diatto 3.0L I4             | 109   |
| 23 | 1.5       | 36 | Talbot                                 | Edmond Bourlier Jules Moriceau            | Talbot 70                       | Talbot 1.5L I4             | 98    |
| 24 | 5.0       | 2  | Nincs csapatnév                        | André Lagache René Léonard                | Chenard et Walcker              | Chenard et Walcker 3.9L I8 | 90    |
| 25 | 2.0       | 28 | Officine Meccaniche (O.M.)             | Ferdinando Minoia Vincenzo Coffani        | O.M. Tipo 665 Superba           | O.M. 2.0L I6               | 81    |
| 26 | 1.5       | 37 | Talbot                                 | Paul Le Deu Alphonse Auclair              | Talbot 70                       | Talbot 1.5L I4             | 73    |
| 27 | 2.0       | 32 | Nincs csapatnév                        | Jean Martin Jean Matthys                  | Bignan                          | Bignan 2.0L I4             | 65    |
| 28 | 5.0       | 9  | Bentley Motors Ltd.                    | Capt. John F. Duff Frank Clement          | Bentley 3 Litre                 | Bentley 3.3L I4            | 64    |
| 29 | 1.1       | 47 | Nincs csapatnév                        | "Lachanay" Jacques Millies                | D.F.P. VA                       | C.I.M.E. 1.1L I4           | 60    |
| 30 | 3.0       | 17 | Nincs csapatnév                        | Charles Montier Alber Ouriou              | Montier Spéciale (Ford Model T) | Montier 2.9L I4            | 54    |
| 31 | 1.5       | 40 | Nincs csapatnév                        | Albert Colomb "Vallay"                    | Corre La Licorne W15            | Corre 1.5L I4              | 50    |
| 32 | 3.0       | 12 | Nincs csapatnév                        | Louis Rigal Roger Delano                  | Ariés 3-Litre                   | Ariés 3.0L I4              | 42    |
| 33 | 2.0       | 20 | Nincs csapatnév                        | Louis Dollé Albert Giraud                 | Diatto 30                       | Diatto 2.0L I4             | 41    |
| 34 | 1.5       | 38 | Etablissements Henri Precioux (E.H.P.) | Marcel Benoist Michel Doré                | E.H.P. DT Spéciale              | C.I.M.E. 1.5L I4           | 41    |
| 35 | 1.1       | 45 | Nincs csapatnév                        | Jules de Ségovia Gaston Duval             | S.A.R.A. BDE                    | S.A.R.A. 1.1L I4           | 40    |
| 36 | 1.5       | 34 | Nincs csapatnév                        | Marcel Gendron Lucien Bossoutrot          | G.M. GC2                        | G.M. 1.5L I4               | 36    |
| 37 | 1.1       | 53 | Nincs csapatnév                        | Joseph Paul Louis Francois                | Ariés 8-10 CV                   | Ariés 1.1L I4              | 35    |
| 38 | 5.0       | 6  | Nincs csapatnév                        | Robert Bloch Léon Saint Paul              | Lorraine-Dietrich B3-6          | Lorraine-Dietrich 3.5L I6  | 33    |
| 39 | 3.0       | 15 | Sunbeam Motor Co., Wolverhampton       | Sir Henry Segrave George Duller           | Sunbeam Sport Le Mans           | Sunbeam 3.0L I6            | 32    |
| 40 | 1.1       | 46 | Nincs csapatnév                        | André Colas "Moraine"                     | D.F.P. VA                       | C.I.M.E. 1.1L I4           | 31    |
| 41 | 5.0       | 1  | Nincs csapatnév                        | "de Franconi" Emile Dupont                | Sizaire-Berwick                 | Sizaire-Berwick 4.5L I4    | 23    |
| 42 | 5.0       | 10 | Bentley Motors Ltd.                    | Herbert Kensington Moir Dudley Benjafield | Bentley 3 Litre                 | Bentley 3.3L I4            | 19    |
| 43 | 1.1       | 48 | Nincs csapatnév                        | Jean Porporato Marcel Collet              | D.F.P. VA                       | C.I.M.E. 1.1L I4           | 19    |
| 44 | 1.1       | 51 | Nincs csapatnév                        | Marius Mestivier André Morel              | Amilcar CGSS Gran Sport         | Amilcar 1.1L I4            | 17    |
| 45 | 1.1       | 43 | Nincs csapatnév                        | André Marandet Gonzaque Lécureul          | S.A.R.A. BDE                    | S.A.R.A. 1.1L I4           | 15    |
| 46 | 1.1       | 52 | Nincs csapatnév                        | Jean Majola Fernand Casellini             | Majola                          | Majola 1.1L I4             | 14    |
| 47 | 1.1       | 54 | Nincs csapatnév                        | Fernand Gabriel Henri Lapierre            | Ariés 8-10 CV                   | Ariés 1.1L I4              | 11    |
| 48 | 750       | 55 | Nincs csapatnév                        | Gordon England Francis Samuelson          | Austin 7                        | Austin 0.7L I4             | 9     |
| 49 | 5.0       | 3  | Nincs csapatnév                        | André Pisart Jacques Elgy                 | Chenard et Walcker              | Chenard et Walcker 3.9L I8 | 6     |